# Eifelaquaduct

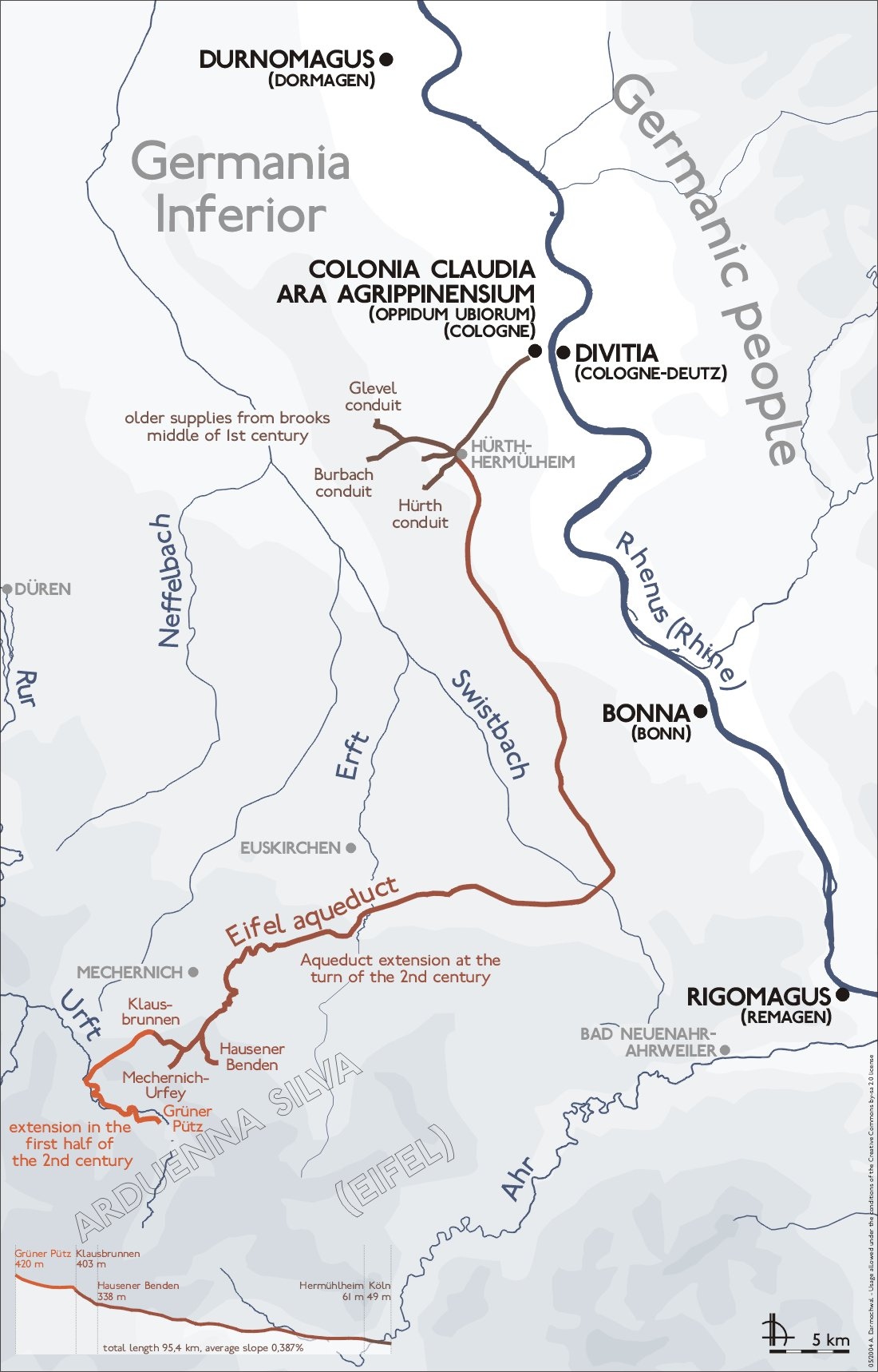
Traject van het Eifelaquaduct

Het Eifelaquaduct (ook Aquaeductus Arduennus) is een Romeins aquaduct dat vanuit de Eifel de stad Colonia Claudia Ara Agrippinensium (het huidige Keulen) van drinkwater voorzag. Het was een van de langste aquaducten binnen het Romeinse Rijk. Ook geldt het als het omvangrijkste antieke bouwwerk ten noorden van de Alpen. Er zijn nog veel overblijfselen van het aquaduct bewaard gebleven. Hierlangs werd een 100 kilometer wandelpad (de Römerkanal-Wanderweg) aangelegd, dat van Nettersheim naar Keulen loopt. 

## Geschiedenis
Het aquaduct werd gebouwd in 80 na Chr. Hiervoor werd Keulen bevoorraad via het Vorgebirge-aquaduct. Dat voldeed echter niet door de groei van de stad en de droogte in de zomer. Samen hadden beide aquaducten een capaciteit van 20.000 m³ per dag. 
Het bleef in gebruik tot 260, toen de Franken binnenvielen. Het aquaduct werd vernield en verviel. Daarna werd het Vorgebirge aquaduct gebruikt. De bouwmaterialen van het aquaduct werden gebruikt voor nieuwe middeleeuwse gebouwen, zoals de stadsmuur rond Rheinbach. De kalklaag die in de loop der eeuwen was ontstaan werd gebruikt als marmerachtig bouwmateriaal voor de zuilen in de abdijkerken van Siegburg, Bad Münstereifel en de Abdij Maria Laach.

## Traject
Het water is afkomstig van vier verschillende gebieden:
- Grüner Pütz bij Nettersheim
- Klausbrunnen bij Mechernich
- Verschillende bronnen in Urfey
- De Hausener Benden in Eiserfey

Deze liggen 95 km van Keulen af, maar met alle uitbreidingen meegeteld is het aquaduct 130 km lang. Deze waterleiding was een van de langste van het Romeinse Rijk. Via een 10 m hoge brug kwam het water in de stad terecht, vanwaar het werd verdeeld naar de fonteinen, badhuizen en riolering.

### Verloop
Het Eifelaquaduct had zijn oorsprong in de omgeving van Nettersheim in de vallei van de Urft bij de Grüner Pütz, waar zij het water uit een bron opnam. Als puur zwaartekrachtaquaduct moest met zo goed mogelijk gebruikmaken van het natuurlijk verval. Men volgde het dal van de Urft tot Kall om daar de waterscheiding tussen Maas en Rijn te overwinnen. De toenmalige Romeinse ingenieurs hadden hier in het terrein een plaats geïdentificeerd, waar men deze waterscheiding kon overwinnen zonder gebruik te hoeven maken van tunnels of pijpleidingen. Aansluitend verliep het traject parallel aan de noordelijke hellingen van de Eifel. De Erft werd bij Euskirchen-Kreuzweingarten overgestoken en tussen Rheinbach en Meckenheim stak het Eifelaquaduct de Swist over door middel van een bakstenen boogbrug. Daarna passeerde het aquaduct in de Kottenforst bij Buschhoven, ten noordwesten van Bonn, de hoogten van het Vorgebirge. Deze hindernissen eenmaal genomen liep het aquaduct via Brühl en Hürth naar Keulen. In zoverre de onderweg aangetroffen bronnen voldeden aan de eisen die de Romeinse aan waterkwaliteit en kwantiteit stelden, werden deze bronnen op het aquaduct aangesloten.

## Kwaliteitseisen die de Romeinen aan de waterkwaliteit stelden

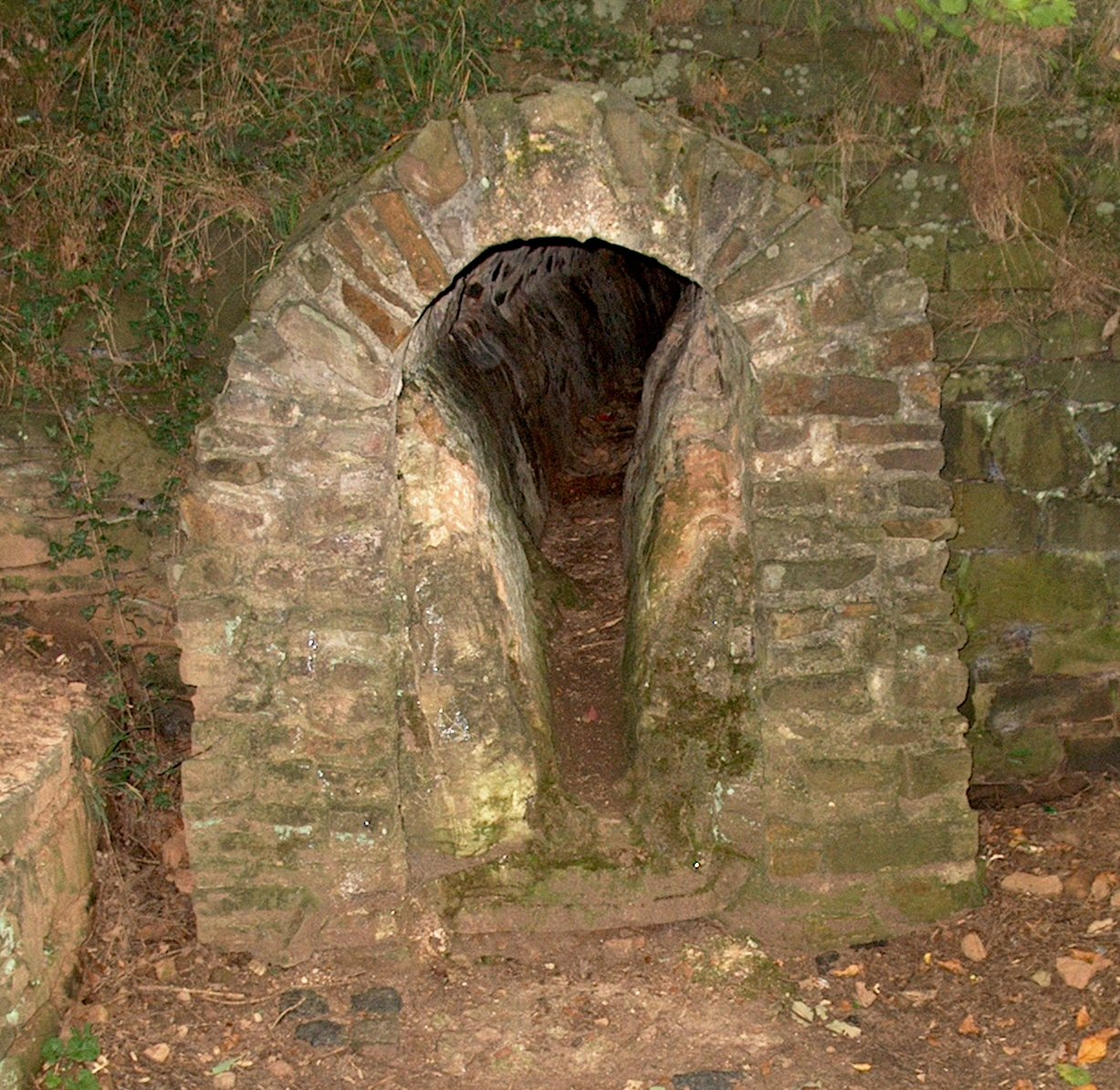
Kalkaanslag op een deel van het Eifelaquaduct bij Euskirchen-Kreuzweingarten

De mensen in het Romeinse rijk gaven de voorkeur aan drinkwater met een hoge hardheid. Dergelijk water heeft een vollere smaak dan flauw smakend zacht water; het heeft echter ook de neiging tot kalkaanslag in de transportleidingen. Dergelijke kalkafzettingen zetten zich als een dikke laag af op alle delen van de transportleiding. Deze afzettingen zorgden er binnen het stedelijke loden waterleidingnetwerk er overigens wel voor dat dit giftige zware metaal niet in het drinkwater kon geraken. Het Eifelaquaduct werd ook door dergelijke afzettingen gekenmerkt, die op sommige plaatsen wel een dikte van 20 cm kon bereiken. Ondanks de vernauwing van de dwarsdoorsnede door deze kalkafzettingen kon de leiding probleemloos de noodzakelijke capaciteit voor het watertransport beschikbaar blijven stellen. De kalkafzettingen zelf waren in latere jaren een populaire bron als bouwmaterialen. 
Een methode om potentiële drinkwaterbronnen te testen vermeldt de Romeinse architect en auteur Vitruvius:

Het testen en het onderzoek van bronnen moet als volgt worden uitgevoerd: wanneer de bron vanzelf ontspringt en open aan de oppervlakte komt, bekijk en aanschouw dan, vooraleer  met de aanleg van een aquaduct te beginnen, eerst de lichaamsbouw van de mensen, die in de omgeving van deze bronnen wonen. Is hun constitutie krachtig, hun gelaatskleur gezond, zijn de benen niet ziek en zijn de ogen niet ontstoken, dan zullen de bronnen voortreffelijk zijn.

Elders schrijft dezelfde auteur:

Daarom moeten de bronnen met grote zorgvuldigheid en moeite gezocht en gevonden vonden. Daarbij moet acht worden geslagen op de menselijke gezondheid.

## Constructie

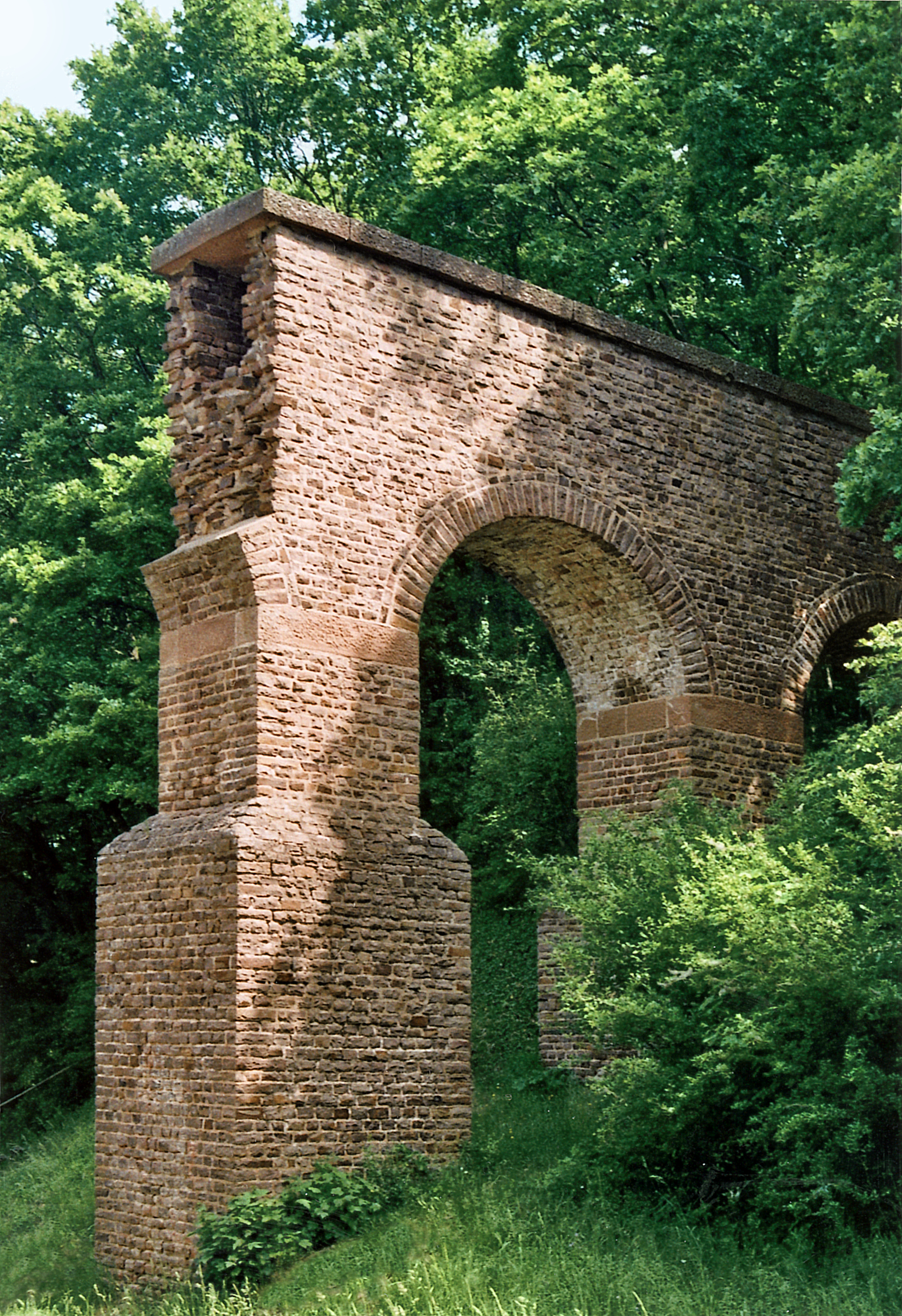
Gereconstrueerd gedeelte bij Vussem

Alle bouwmaterialen kwamen uit de omgeving. De constructie getuigt van de vaardigheden van de Romeinse ingenieurs. Het zou zo lang mogelijk ondergronds lopen, tegen eventueel invallende Germanen en bevriezing. Bruggen werden enkel gebouwd om valleien over te steken. Overblijfselen van een 1,4 kilometer lange brug liggen bij Rheinbach en een van 70 meter bij Mechernich. Een gedeelte van de brug bij Vussem is gereconstrueerd. Het aquaduct had van binnen een breedte van 70 cm en een hoogte van 1 meter. 
De constructie is van beton en stenen die een gebogen overkapping vormen. De buitenkant van het aquaduct werd beplakt met een roodachtig mengsel genaamd opus signinum, dat bestaat uit kalk en gemalen baksteen, om vuil water buiten te houden. Om ook grondwater buiten te houden, werden er op sommige plaatsen langs het aquaduct drainagekanalen aangelegd.

## Nalatenschap
Het archeologisch onderzoek naar het Eifelaquaduct begon in de 19e eeuw. In 1867 was C.A. Eick in Grüner Pütz de ontdekker van de verste bron vanaf Keulen gerekend. Grüner Pütz ligt in de buurt van Nettersheim. Tussen 1940 en 1970 voerde Waldemar Haberey een systematische studie naar het aquaduct uit. Zijn boek uit 1971 is een goede gids over de loop en de constructie van het aquaduct. In 1980 bracht de archeoloog Klaus Grewe de loop van het aquaduct volledig in kaart en voegde hij deze toe aan de officiële Duitse topografische kaart. Zijn Atlas der römischen Wasserleitungen nach Köln (Atlas van de Romeinse aquaducten naar Keulen) is een standaardwerk voor onderzoekers op het gebied van de Romeinse architectuur.
Het Eifelaquaduct is een uiterst belangrijke en waardevolle archeologische site, in het bijzonder voor de studie naar de Romeinse manier van landmeten, hun organisatievermogen en technische knowhow op ingenieursgebied. Het is ook een aangrijpend symbool voor het verlies aan technische kennis dat er tussen de Middeleeuwen en zelfs tot in meer recente tijden, geen beter gebruik voor het aquaduct werd gevonden dan als steengroeve. Het Romeinse niveau van technologie benodigd voor de bouw en instandhouding van het aquaduct werd pas in de 19e en 20e eeuw opnieuw bereikt.